# Пекарь
Пе́карь — работник хлебопекарного производства, специалист по выпеканию хлеба и хлебобулочных изделий.

## Профессиональные функции
К профессиональным функциям пекаря относятся:
- Выпечка хлеба и хлебобулочных изделий.
- Замешивание теста, определение его готовности к выпечке.
- Контроль процесса выпечки. Регулирование движения печного конвейера.
- Определение готовности изделия.

## Правила безопасности
На пекаря могут воздействовать опасные и вредные производственные факторы (перемещаемые сырьё, тара, готовые изделия; повышенная температура поверхностей оборудования, готовой продукции; повышенная температура воздуха рабочей зоны; пониженная влажность воздуха; повышенная или пониженная подвижность воздуха; повышенный уровень инфракрасной радиации; острые кромки, заусенцы и неровности поверхностей оборудования, инвентаря, тары; вредные вещества в воздухе рабочей зоны; физические перегрузки).

## Профессиональные заболевания
Аллергия, конъюнктивит и ринит, вызванные постоянной работой со специями, мукой, плесенью (грибок), катаракта в случае постоянного контакта с инфракрасным излучением, бронхиальная астма, «зерновые раздражения» (после контакта с заражёнными ванильным и кокосовым порошками), СВЧ-облучение при неисправных микроволновых печах, варикоз.

## Галерея

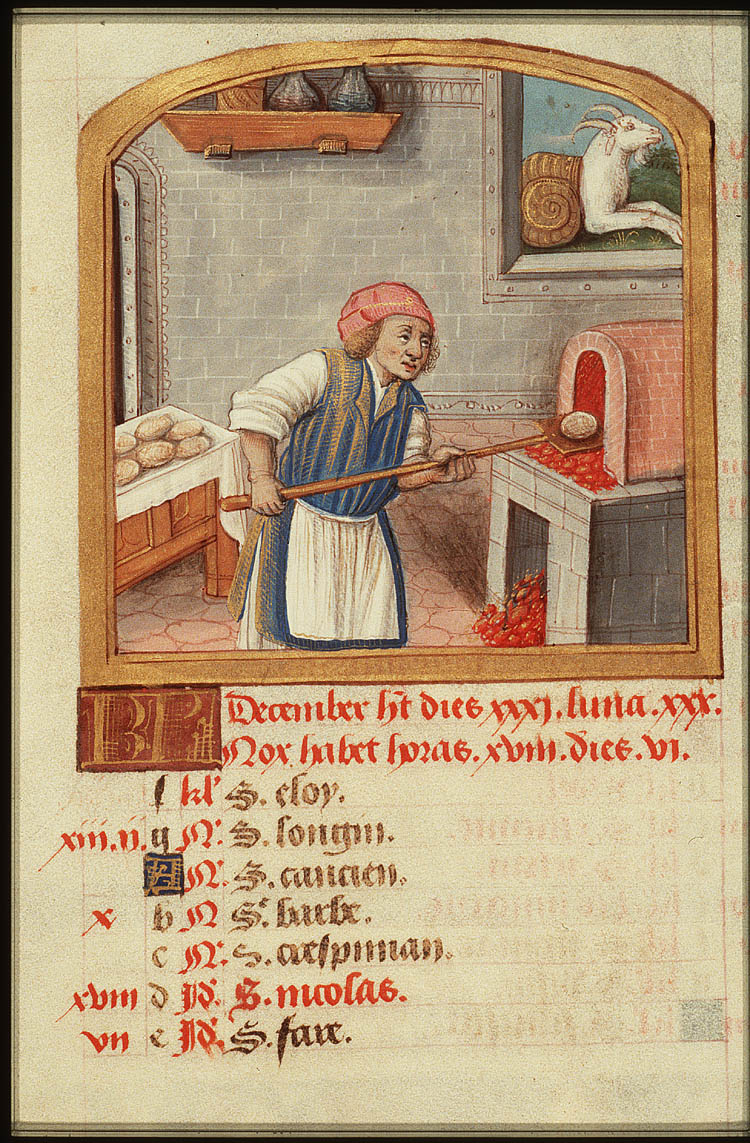
Пекарь Средневековья с миниатюры в иллюминированной рукописи-календаре
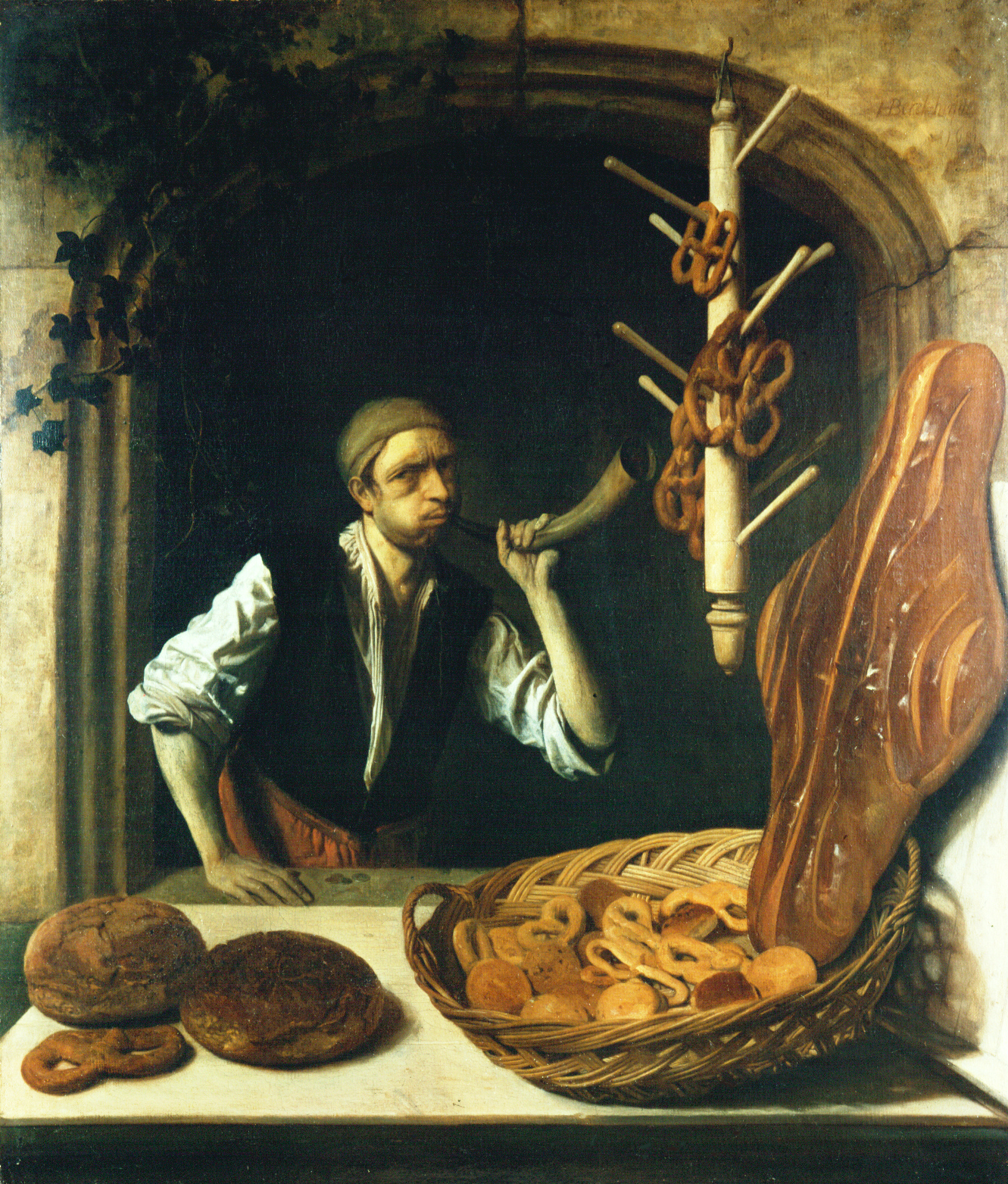
«Пекарь», 1681 год; Музей хлебной культуры, Ульм
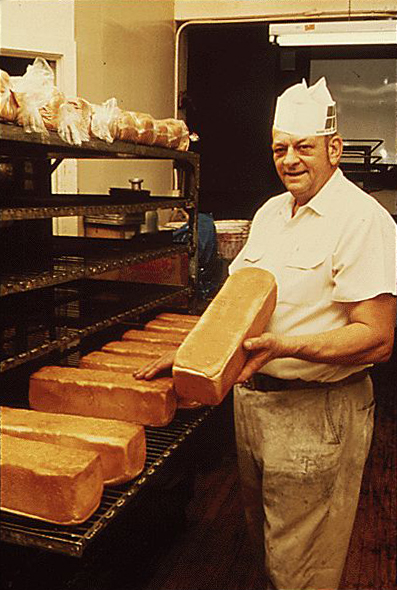
США, Миннесота, 1974 год
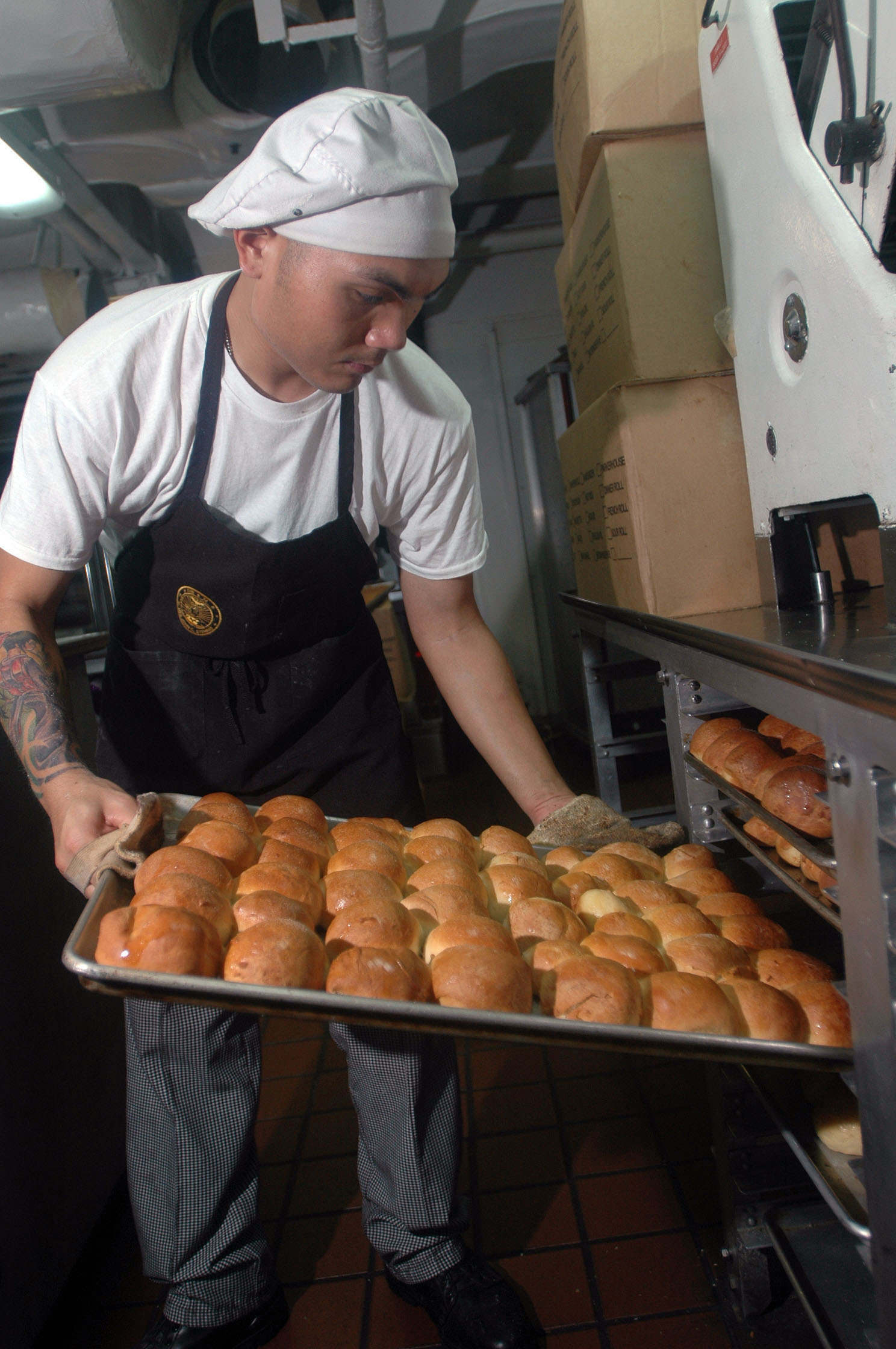
Пекарь на американском авианосце «Джон К. Стеннис»